# Lex loci protectionis
La lex loci protectionis (latino: il diritto del paese di protezione) è una norma giuridica applicata ai casi in materia di violazione della proprietà intellettuale (PI), come ad esempio i diritti d'autore o brevetti.
Essa stabilisce che la legge applicata a tali casi sia del locus protectionis, cioè la legge del paese in cui è richiesta la protezione legale della proprietà intellettuale. Di conseguenza non viene applicata la legge del paese in cui è stata creata o registrata la proprietà intellettuale. In altri termini la lex loci protectionis è la legge del paese nel quale si rivendicano l'esistenza e gli effetti di un diritto soggettivo di proprietà intellettuale.
La lex protectionis loci è generalmente preferita come norma per i casi di diritto di proprietà intellettuale, almeno per quanto riguarda l'esistenza, la validità, la portata e la durata dei diritti. L'articolo 8 (comma 1) del Regolamento Roma 2 dell'Unione europea recita come segue:
"La legge applicabile all'obbligazione extracontrattuale che deriva da una violazione di un diritto di proprietà intellettuale è quella del paese per il quale la protezione è chiesta."